# 2005 JZ185
2005 JZ185, também escrito como 2005 JZ185, é um objeto transnetuniano que está localizado no Cinturão de Kuiper, uma região do Sistema Solar. Este corpo celeste é classificado como um provável cubewano. Ele possui uma magnitude absoluta de 6,9 e tem um diâmetro estimado com 183 km.

## Descoberta
2005 JZ185 foi descoberto no dia 14 de maio de 2005 pelos astrônomos P. A. Wiegert e A. Papadimos.

## Órbita
A órbita de 2005 JZ185 tem uma excentricidade de 0,092 e possui um semieixo maior de 43,275 UA. O seu periélio leva o mesmo a uma distância de 39,303 UA em relação ao Sol e seu afélio a 47,246 UA.